# 日本一の男の魂
『日本一の男の魂』（にほんいちのおとこのたましい）は、『週刊ヤングサンデー』に連載された喜国雅彦のギャグ漫画作品。また、それを原作としたテレビアニメ。

## 内容
基本的に一話完結のギャグ漫画であるが、「ヘッポコスパイコンビ・0013&0069」など、シリーズ化されているものもあり、オムニバス形式とも言える。また、全体的な傾向としてフェチネタを基本とした下ネタギャグが大多数を占める。

## 単行本
1. 1998年2月、ISBN 4-09-152261-0
2. 1998年7月、ISBN 4-09-152262-9
3. 1999年1月、ISBN 4-09-152263-7
4. 1999年8月、ISBN 4-09-152264-5
5. 2000年3月、ISBN 4-09-152265-3
6. 2000年9月、ISBN 4-09-152266-1
7. 2001年3月、ISBN 4-09-152267-X
8. 2001年11月、ISBN 4-09-152268-8
9. 2002年5月、ISBN 4-09-152269-6
10. 2002年12月、ISBN 4-09-152270-X
11. 2003年6月、ISBN 4-09-153061-3
12. 2004年2月、ISBN 4-09-153062-1
13. 2004年11月、ISBN 4-09-153063-X
14. 2005年3月、ISBN 4-09-153064-8
15. 2005年10月、ISBN 4-09-153065-6
16. 2006年3月、ISBN 4-09-151064-7
17. 2006年6月、ISBN 4-09-151086-8
18. 2006年12月、ISBN 4-09-151138-4
19. 2007年6月、ISBN 978-4-09-151195-9

## テレビアニメ
1999年1月5日から1月29日までTBSの『ワンダフル』のアニメコーナーの中で全16話で放送された。その後、1999年5月4日から5月28日まで『日本一の男の魂2』のタイトルで、こちらも全16話で放送されていた。
このアニメ版は「日本一の男の魂」のほかに、作者がブレイクするきっかけとなった「傷だらけの天使たち」からのネタも含まれている。

### キャスト
- 江口淳 - 有馬克明
- 結城智彦 - 一条和矢
- 柴田勝三 - 矢部雅史
- 堺 - 加瀬田進
- なつみ - 手塚ちはる

### スタッフ
- 企画 - 吉田啓良、植田文郎
- 監督 - 吉田啓良
- アニメーション監督 - ボブ白旗
- シリーズ構成・脚本 - 十川誠志
- キャラクターデザイン - 河南正昭
- プロデューサー - 落合芳行、源生哲雄
- アニメーションプロデューサー - 野口和紀
- アニメーション制作：スタジオディーン

### 主題歌
2作ともにエンディングは無し。
日本一の男の魂
オープニングテーマ「ゆらめき」
作詞 - 京 / 作曲 - Shinya / 編曲 - YOSHIKI、Dir en grey / 歌 - Dir en grey
原作者である喜国が『BURRN!』で連載している「ROCKMANGA!」（2011年1月号）で「ミュージシャンの方の消したい過去」というネタの中で本作の主題歌を担当した事についての自虐ネタを描いたところ、BURRN!を読んだDIR側のスタッフから妻の国樹由香と共にライブに招待して貰い、スタッフから「メンバーも消したい過去だと思ってませんよ」と言われた事を明かしている。
日本一の男の魂2
オープニングテーマ「Hero」
作詞 - HAKUEI / 作曲 - Kiyoshi / 編曲 - Kiyoshi、COLA / 歌 - machine

### 各話リスト

#### 日本一の男の魂
| 回 | サブタイトル                   | 絵コンテ     | 演出     | 作画監督        |
| -- | ------------------------------ | ------------ | -------- | --------------- |
| 1  | 日本一の秘書男                 | ボブ白旗     | 則座誠   | 河南正昭        |
| 1  | 日本一の垢擦り男               | ボブ白旗     | 則座誠   | 河南正昭        |
| 1  | 日本一出番を待つ男             | ボブ白旗     | 則座誠   | 河南正昭        |
| 2  | 日本一青少年の非行化と戦う女   | ボブ白旗     | 則座誠   | 河南正昭        |
| 2  | 日本一青少年の非行化と戦う男   | ボブ白旗     | 則座誠   | 河南正昭        |
| 2  | 日本一女に惑う受験男           | ボブ白旗     | 則座誠   | 河南正昭        |
| 2  | 日本一のNG女                   | ボブ白旗     | 則座誠   | 河南正昭        |
| 3  | 日本一のバブバブ男             | 西村純二     | 則座誠   | 外崎春雄        |
| 3  | 日本一の母恋ひ男               | 井硲清高     | 則座誠   | 外崎春雄        |
| 3  | 日本一の顔こだわり男           | 西村純二     | 則座誠   | 外崎春雄        |
| 4  | 日本一テレビに出たかった男     | 井硲清高     | 則座誠   | 畑良子          |
| 4  | 日本一の約束男                 | 井硲清高     | 則座誠   | 畑良子          |
| 4  | 日本一のお願い男               | ボブ白旗     | 則座誠   | 畑良子          |
| 5  | 日本一の手淫男                 | 松下ユキヒロ | 横山広行 | 小林一三        |
| 5  | 日本一チ○○のきれいな男         | 近藤信宏     | 横山広行 | 小林一三        |
| 6  | 日本一のルーズソックス恐がり男 | 松下ユキヒロ | 横山広行 | 小林一三        |
| 6  | 日本一チ○○のきれいな男2        | 松下ユキヒロ | 横山広行 | 小林一三        |
| 6  | 日本一ラッキーな男             | 近藤信宏     | 横山広行 | 小林一三        |
| 7  | 日本一のアイドル写真収集男     | 横山広行     | 横山広行 | 小林一三        |
| 7  | 日本一の早期発見男             | 西村純二     | 横山広行 | 小林一三        |
| 7  | 日本一チ○○のきれいな男3        | 西村純二     | 横山広行 | 小林一三        |
| 7  | 日本一の鼻毛男                 | 横山広行     | 横山広行 | 小林一三        |
| 8  | 日本一のデッサン男             | 横山広行     | 横山広行 | 小林一三        |
| 8  | 日本一のランニング男           | 横山広行     | 横山広行 | 小林一三        |
| 9  | 日本一の2001年宇宙の旅女       | 西村純二     | 則座誠   | 外崎春雄        |
| 9  | 日本一のデッサン男2            | 近藤信宏     | 清水明   | 外崎春雄        |
| 9  | 日本一の長考選択男             | 近藤信宏     | 清水明   | 外崎春雄        |
| 10 | 日本一の弟思い男               | 清水明       | 清水明   | 河南正昭        |
| 10 | 続・日本一の弟思い男           | 清水明       | 清水明   | 河南正昭        |
| 10 | 続々・日本一の弟思い男         | 清水明       | 清水明   | 河南正昭        |
| 10 | 日本一のデッサン男3            | 清水明       | 清水明   | 河南正昭        |
| 11 | 日本一の転校生男               | 川瀬敏文     | 清水明   | 外崎春雄        |
| 11 | 日本一のデッサン男4            | 川瀬敏文     | 清水明   | 外崎春雄        |
| 12 | 日本一のメガネ女               | 西村純二     | 清水明   | 河南正昭        |
| 12 | 日本一の昔ばなし男             | 西村純二     | 清水明   | 河南正昭        |
| 12 | 日本一勝利にこだわる男         | 西村純二     | 清水明   | 河南正昭        |
| 13 | 日本一の精神修行男             | 近藤信宏     | 清水明   | 外崎春雄        |
| 13 | 日本一の死亡遊戯男             | 井硲清高     | 鈴木芳成 | 笠原彰          |
| 13 | 日本一研究されたい男           | 井硲清高     | 鈴木芳成 | 笠原彰          |
| 13 | 日本一のルーズ好き男           | 横山広行     | 横山広行 | 小林一三        |
| 14 | 日本一の偽造男                 | 西村純二     | 鈴木芳成 | 笠原彰          |
| 14 | 日本一の喜怒哀楽男             | 井硲清高     | 鈴木芳成 | 香月邦夫        |
| 14 | 日本一悲しい理由男             | 西村純二     | 鈴木芳成 | 笠原彰          |
| 15 | 日本一の超能力（本物）男       | 松竹徳幸     | 鈴木芳成 | 笠原彰 松竹徳幸 |
| 15 | 日本一のミニスカ女             | 井硲清高     | 則座誠   | 畑良子          |
| 16 | 日本一SFの似合わない男         | 川瀬敏文     | 横山広行 | 小林一三        |
| 16 | 日本一のヒゲ男                 | 近藤信宏     | 清水明   | 外崎春雄        |
| 16 | 日本一の鬼ごっこ男             | ボブ白旗     | 鈴木芳成 | 河南正昭        |

#### 日本一の男の魂2
| 回 | サブタイトル                                               | 絵コンテ     | 演出     | 作画監督 |
| -- | ---------------------------------------------------------- | ------------ | -------- | -------- |
| 1  | 日本一の落下男                                             | ボブ白旗     | 則座誠   | 畑良子   |
| 1  | 日本一のゲーム男                                           | ボブ白旗     | 則座誠   | 田野光男 |
| 2  | 日本一のエロ本処分男                                       | 松下ユキヒロ | 則座誠   | 畑良子   |
| 2  | 日本一のおつかい男                                         | 松下ユキヒロ | 則座誠   | 畑良子   |
| 2  | 日本一のおつかい男2                                        | 松下ユキヒロ | 則座誠   | 畑良子   |
| 2  | 日本一組にふさわしい男                                     | 松下ユキヒロ | 則座誠   | 畑良子   |
| 3  | 日本一の漂流男                                             | 井硲清高     | 則座誠   | 畑良子   |
| 3  | 続・日本一の漂流男                                         | 井硲清高     | 則座誠   | 畑良子   |
| 3  | 続々 日本一の漂流男                                        | 井硲清高     | 則座誠   | 畑良子   |
| 3  | 続々々 日本一の漂流男                                      | 井硲清高     | 則座誠   | 畑良子   |
| 3  | 続々々々 日本一の漂流男                                    | 井硲清高     | 則座誠   | 畑良子   |
| 3  | 日本一の白球男                                             | 井硲清高     | 則座誠   | 畑良子   |
| 4  | 日本一の正論男                                             | 横田和       | 則座誠   | 田野光男 |
| 4  | 日本一の励ましたくなる男                                   | 西村純二     | 則座誠   | 小林一三 |
| 4  | 日本一の忍者男                                             | 西村純二     | 則座誠   | 小林一三 |
| 4  | 日本一の押入れ男                                           | 井硲清高     | 則座誠   | 小林一三 |
| 5  | 日本一のむき出し男                                         | 織枝一寛     | 横山広行 | 井上哲   |
| 5  | 日本一の拷問男                                             | 織枝一寛     | 横山広行 | 井上哲   |
| 5  | 日本一の平和祈願男                                         | 織枝一寛     | 横山広行 | 井上哲   |
| 6  | 日本一のお願い事男                                         | 横山広行     | 横山広行 | 井上哲   |
| 6  | 日本一のカンチョー男                                       | 横山広行     | 横山広行 | 井上哲   |
| 6  | 日本一のプリクラ男                                         | 松下ユキヒロ | 横山広行 | 井上哲   |
| 7  | 日本一の手錠男                                             | 横山広行     | 横山広行 | 井上哲   |
| 7  | 日本一の懲りない男                                         | 横山広行     | 横山広行 | 井上哲   |
| 7  | 日本一のビンタ男                                           | 横山広行     | 横山広行 | 井上哲   |
| 7  | 日本一のバレバレ男                                         | 横山広行     | 横山広行 | 井上哲   |
| 7  | 日本一のテレクラ男                                         | 横山広行     | 横山広行 | 井上哲   |
| 8  | 日本一の天国男                                             | 松下ユキヒロ | 横山広行 | 井上哲   |
| 8  | 日本一の応援男                                             | 横田和       | 横山広行 | 井上哲   |
| 8  | 日本一の懲役男                                             | ボブ白旗     | 則座誠   | 小林一三 |
| 9  | 日本一の転校友情男（達）                                   | 井硲清高     | 清水明   | 佐藤和己 |
| 9  | 日本一の転校友情男（達）改め日本一の泥だらけの友情男（達） | 井硲清高     | 清水明   | 佐藤和己 |
| 10 | 日本一チ○○で友情を確かめたい男達                           | 近藤信宏     | 清水明   | 河南正昭 |
| 11 | 日本一の歯車男                                             | 横田和       | 清水明   | 河南正昭 |
| 11 | 日本一のルーズソックス恐がり男 再び                        | 横田和       | 清水明   | 河南正昭 |
| 11 | 日本一のカガミ                                             | 横田和       | 清水明   | 河南正昭 |
| 11 | 日本一の崖っぷち男                                         | 井硲清高     | 清水明   | 河南正昭 |
| 12 | 日本一の背のび男                                           | 松下ユキヒロ | 清水明   | 河南正昭 |
| 12 | 日本一のカガミ張り男                                       | 井硲清高     | 清水明   | 河南正昭 |
| 12 | 日本一のカエル好き男                                       | 近藤信宏     | 清水明   | 河南正昭 |
| 12 | 日本一ジャンケンに弱い男                                   | 松下ユキヒロ | 清水明   | 河南正昭 |
| 13 | 日本一のムズムズ男                                         | 織枝一寛     | 則座誠   | 田野光男 |
| 13 | 日本一のホウキ指たて男                                     | 織枝一寛     | 則座誠   | 田野光男 |
| 14 | 日本一の出前男                                             | 松下ユキヒロ | 則座誠   | 小林一三 |
| 14 | 日本一の精神鑑定男                                         | 松下ユキヒロ | 則座誠   | 小林一三 |
| 14 | 日本一の尻軽女                                             | 松下ユキヒロ | 則座誠   | 小林一三 |
| 15 | 日本一のハンマー男                                         | 松竹徳幸     | ボブ白旗 | 松竹徳幸 |
| 15 | 日本一の超能力（本物）男 再び                              | 松竹徳幸     | ボブ白旗 | 松竹徳幸 |
| 16 | 日本一の花咲き男                                           | 松下ユキヒロ | ボブ白旗 | 笠原彰   |
| 16 | 日本一のワンワン男                                         | 松下ユキヒロ | ボブ白旗 | 笠原彰   |

| TBS系 ワンダフル内アニメ枠 | TBS系 ワンダフル内アニメ枠 | TBS系 ワンダフル内アニメ枠 |
| 前番組                     | 番組名                     | 次番組                     |
| -------------------------- | -------------------------- | -------------------------- |
| 夢で逢えたら               | 日本一の男の魂             | イケてる2人                |
| TBS系 ワンダフル内アニメ枠 |                            |                            |
| 逮捕しちゃうぞ Special     | 日本一の男の魂2            | SURF SIDE HIGH-SCHOOL      |